# Eastern Sierra Transit Authority
De Eastern Sierra Transit Authority (ESTA) is een Amerikaans openbaarvervoerbedrijf uit Californië dat als Eastern Sierra Transit busdiensten aanbiedt in Inyo en Mono County, tussen de Sierra Nevada en de grens met Nevada. Sommige buslijnen reiken ook tot in Nevada of verder zuidelijk tot in Lancaster. Het agentschap opereert zowel intercity als lokale buslijnen. Voor mindervaliden zijn er steeds belbussen beschikbaar; voor het brede publiek alleen waar er geen vaste busdiensten zijn.
Er zijn vier vaste buslijnen langs U.S. Route 395, een lijn tussen Bridgeport en Carson City, tien lokale buslijnen en shuttles in Mammoth Lakes, een lijn tussen Benton en Bishop, en een lijn tussen Tecopa en Pahrump. In de zomer is ook de Reds Meadow Shuttle operatief, die de hoofdlodge van het Mammoth Mountain-wintersportgebied met de bezienswaardigheden ten westen ervan, zoals Devils Postpile National Monument, verbindt.
Het agentschap werd in november 2006 opgericht door Inyo County, Mono County, de stad Bishop en de gemeente Mammoth Lakes. Het Board of Directors van ESTA bestaat uit acht leden: twee van elke jurisdictie. Het agentschap begon busdiensten aan te bieden vanaf 1 juli 2007.
Naast ESTA is Mono County ook een van de partijen in het Yosemite Area Regional Transportation System (YARTS), dat plaatsen zoals Mammoth Lakes, June Lake en Lee Vining met het Yosemite National Park verbindt.